# Pempheris adusta
Pempheris adusta is een  straalvinnige vissensoort uit de familie van bijlvissen (Pempheridae). De wetenschappelijke naam van de soort werd voor het eerst geldig gepubliceerd in 1877 door Bleeker.